# 養老館

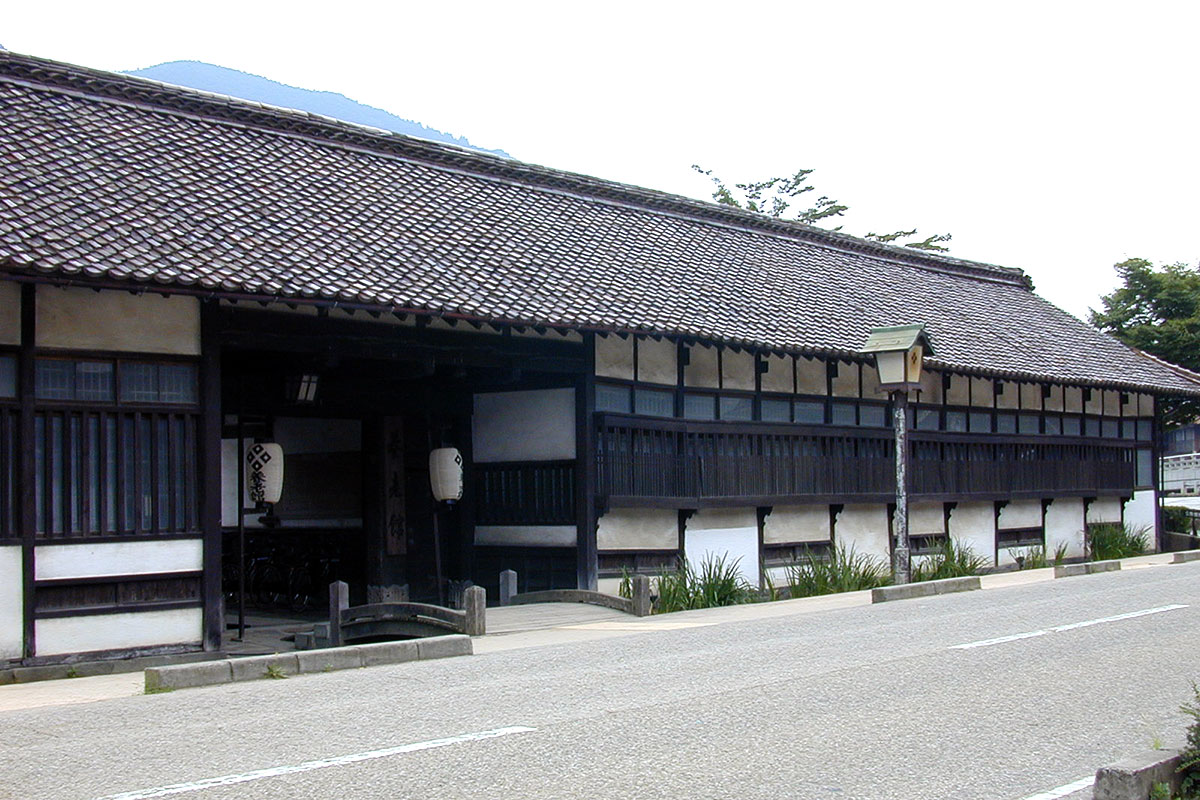
養老館 剣道道場

養老館（ようろうかん）は、津和野藩の藩校。安政年間に、菁々舎と改名された。

## 概要

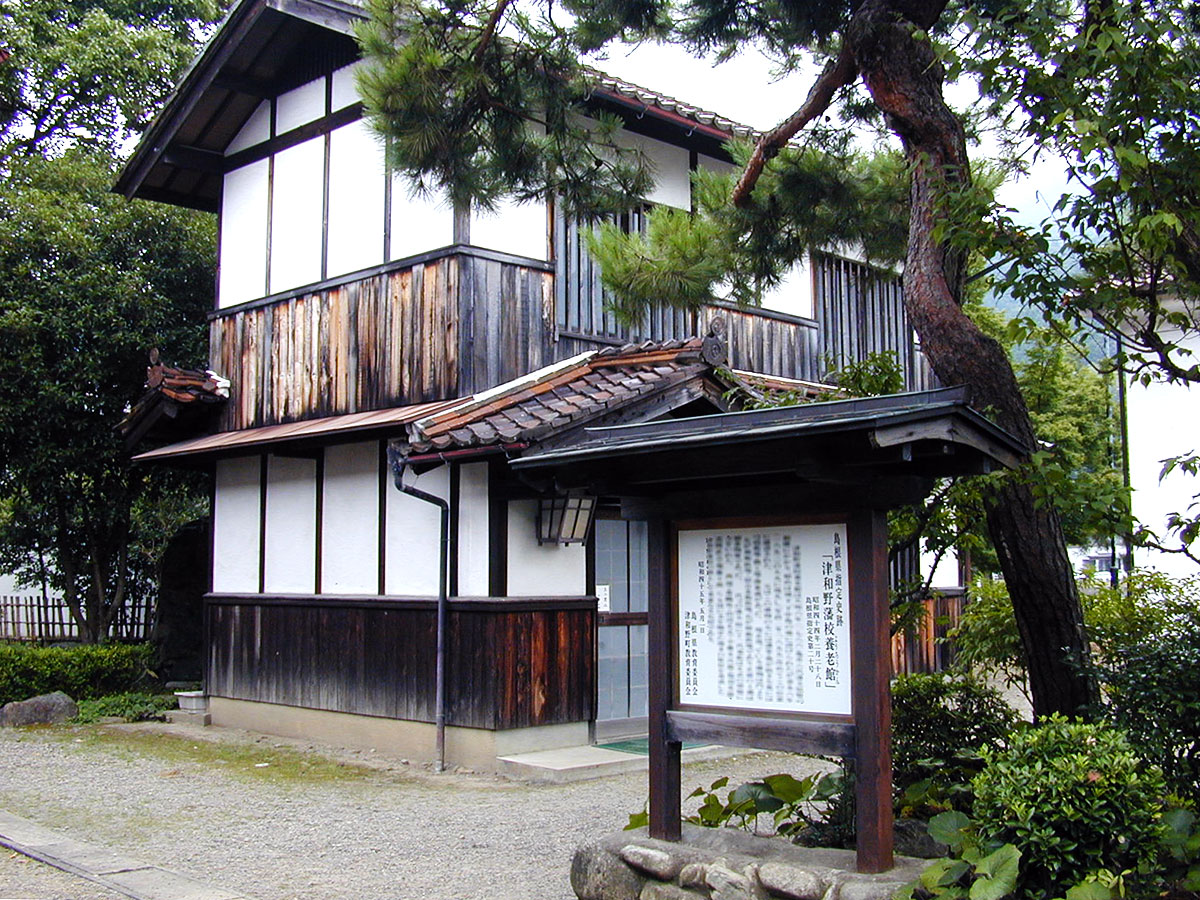
養老館 書庫

1786年（天明6年）、津和野藩8代藩主亀井矩賢が森村の字下中島に設置。藩主矩賢自らによる校名の揮毫がなされた。
当時は、儒学が中心であり、儒学者　山口剛三郎（日本教育史資料 文部省編 ［第2冊]p505には「後□剛□坂府（文字不鮮明）ヨリ之ヲ召聘ス」とある）、吉松儀一郎がこれに尽力し、以来隆盛した。
嘉永安政年間（嘉永1848年-1854年、安政1854年-1860年）、津和野藩11代藩主亀井茲監時代に、規模を拡張し、田村の殿町へ各練武場とあわせて新築された（同書p498）。同書p504には「校舎所在地　天明年間ヨリ嘉永六年マテ森村ノ内字下中島ニ設置アリ安政年間後田村ノ内殿町ヘ練武場ト合セテ新築ス」とあり、一斉に新築移転したのか、徐々に規模を拡大したのかなど、明確な移転時期はわからない。藩の布令が出された日付などから嘉永2年4月には、すでに拡張は決定されていたと思われる。（大正時代に入り旧藩士の記憶をもとに書かれた、「津和野城下絵図」のト書きによると、安政元年四月再築起工、安政二年七月十三日再築となっている）
なお、天明6年の設立に関する諸布令、嘉永2年に出された養老館再興に係る諸布令に関しては、嘉永6年の大火、および廃藩による混乱で藩の書面が現存していない。（同書には、わずかに残る小冊子や古家等に残された書面から情報を読み取ったと記述がある）
建物は武術教場と書庫が現在も残されており島根県の指定史跡となっている。そのうちの武術教場は津和野町の民俗資料館として利用されている。津和野町津和野伝統的建造物群保存地区内にあり、伝統建造物の物件の一つである。

## 授業
- 儒学（教授：市川弁五郎（復斎）、山口顕藏、增野禮藏。助教：坂村基一、山口重三郎、林一見等）
- 和学（教授：岡熊臣、大国隆正、福羽美静）
- 医学（吉木蘭斎、室良悦、進藤良策）
- 兵学（不明）
- 算法（教授：桑本才次郎、堀田仁助）
- 弓術（伴派弓術・竹林派弓術）
- 馬術（大坪流馬術・多田流一騎働）
- 剣術（一刀流剣術・挽田流剣術）
- 槍術（刃心流槍術・夢相流槍術）
- 砲術（浅木流砲術）
- 柔術（不明）

和学、医学、兵学、算法、習礼等は定日があり、それにそって授業が行われていた。弓馬砲術柔術も同様に定日があった。ただ、槍剣に限っては、日々教場が開かれていた。試験に関しては、「試験ハ文学ト武術ト程度ノ比例ナシ生徒賞品中免ハ金百疋皆伝ハ上下ヲ賜ウ」（同書p510）とある。また、春秋両度藩主の臨場があり、直接試験を行うこともあった。

## 休業定日
二月丁祭南日（前日・当日）、三月上巳（三日）、御霊社禮祭両日（二十六日・二十七日）、四月御帰城当日、五月端午（五日）、六月御發駕当日、祇園海両日（七日・十四日）七月七夕、盆会（十三日・十四日・十五日）、八月丁祭両日（前日・当日）、御霊社禮祭両日（二十六日・二十七日）、九月重陽、十月玄猪、十一月冬至、十二月節分（二十一日-正月十日）

## 職名および職掌（弘化2年）
- 家老（嘉永年間 都教）：儒師、生徒の選別、賞罰を全て差配・裁判し、館中の文武の綱紀を統領した。
- 中老（同 準都教）：家老に準じた。
- 表用人：典籍の購入から校舎の修繕、筆硯、什器類まで全ての館中の用度品の調達および予算を管理した。
- 大目付（同 監察）：館中の規則を取締り、教員、生徒の勤務状態を査察した。
- 教授：学問を隆盛させ、藩の子弟を教導した。
- 助教：藩の子弟を教導し、教授を補佐した。
- 句読（後に司業に改める）：「音義詳明ノモノニ仰セ付ケラレル」（同書p510）とあるので、授業等で素読等の読み上げを担ったと思われる。
- 塾長（後に舎長に改める）：「蒙生ノ行ヲ督察」（同書p510）とあるので蒙生をどうみるかであるが、不行跡、成績不良の生徒の指導を行ったと思われる（あるいは、年少の初学者を指すと思われる）。
- 計吏（安政年間に取締に改める）：教官の指導を受け館中の会計を司った。
- 司記（安政年間に手傳と改める）：館中の出入りを記録し、月末に清書の上、教官へ提出した。
- 司客（後に廃止）：茶、タバコの世話を行った。

## 職員概数
- 教員 7名
- 事務員 5名
- 小使 5名（内2名門衛）

## 生徒概数（年により増減あり）
- 寄宿生 20名（過半の者には藩費支給あり）
- 通学生 30名
- その他（聴講、詩文会のみ出席する者） 未詳

## 束修謝儀
なし

## 学校経費
年間経費増減不明、藩札三貫目と記述のある書類はあるが、年度が詳らかでない。

## 藩主臨校
臨校に際し、藩主自ら生徒の学業を試みることがあった。その際、試験科目および方法は上聴式に準じて行われた。

## 祭儀
聖廟を設け、毎年、二月、八月に釈尊釈莱（内容不明）を執行する。

## 蔵書等
学校にて出版翻刻した書籍、蔵書の種類、部数など詳細は不明。なお、御書物蔵の跡地は現在、津和野町郷土館となっている。

## 使用教科書
素読書順 孝経、大学、中庸、論語、孟子、小学、易経、詩経、書経、礼記、春秋
これらは、無点本を主として使われた。
独看書順
- 第一 古文孝経、左傳杜註、七書、小学集成、国語、楚辞、十八史略、蒙求、国史略、世説、元明史書、古文前後集、聯珠詩格、（但国朝雑書の内歴代軍記の類等は、本業の余力を以って読むのはかまわないとされた）
- 第二 論語、史記、通義、漢書、新策、皇朝史略、百将詩、三国詩（ママ）、文章規範、日本外史、唐詩正声、本朝通鑑、杜詩偶評、蘇陸詩抄類
- 第三 孟子、戦国策、靖献遺言、大学、後漢書、家學小言、温公通鑑、兵要録、通語、孫子十家註、逸史、二程全書、大日本史、朱子語録、新論、八大家文集、海国図志、同続、古詩韻範、宋元明清詩抄類、（この級を超えるものは和書、漢書、西書などその嗜好に応じて広く本を読んでも構わないとされた）
- 第四 詩経、集傳、隋書、韓文公集、書経、蔡傳、唐書、柳々州集、近思録、新五代史、朱文公集、通鑑綱目、陳龍川集、日本後紀（ママ）、壮悔堂集（ママ）、日本後紀続、李杜韓白、文徳実録、古詩選（詩集類）、三代実録、朱子語類、宋元通鑑、明史記事本末、三朝実録、東華録
- 第五 中庸大全、南史、廿二史箚記、北史、中庸或問、呂史春秋（ママ）、易経本義、唐鑑、陸象山集、礼記集説、日本記同続（ママ、日本書紀か？）、王陽明集、学誌通弁、類集国史、唐六典、東国通鑑、通誌略、琉球国史略、令義解、地球説略、制度通、江家次第、武備志、職原抄、延喜式
- 上堂 十三経注疏、東都事始、和漢名家、南宋書、契丹国志、大全国志、元史類篇、晋書、宋書、 梁書、陳書、魏書、北斉書、周書、明史

## 塾中心得書
正月元日二日三日但夜九ッ時迄

　二月丁祭当日但夜五ッ時迄

　三月上巳但夜九ッ時迄御霊社禮祭両日（二十六日・二十七日）但夜五ッ時迄

　四月御帰城当日但夜五ッ時迄

　五月端午但夜九ッ時迄

　六月御發駕当日、祇園海両日（七日・十四日）但夜五ッ時迄

　七月七夕、盆会（十三日・十四日・十五日）但夜九ッ時迄

　八月丁祭当日、御霊社禮祭両日（二十六日・二十七日）但夜五ッ時迄

　九月重陽但夜九ッ時迄

　十月玄猪但夜五ッ時迄

　十一月冬至但夜五ッ時迄

　十二月二十八日晦日但夜九ッ時迄

　毎月朔日但夜五ッ時迄

　毎月十度但晩飯前ヨリ夜六ッ時迄

右ハ御定ノ他出致シ苦シカラサル事

一、他出シ度者ハ当番ノ教官ヘ相届ラルヘシ但拜前ヨリ他出致度者ハゼンジツ相届ラル可シ尤疾病事故ニテ夜中急ニ他出致度者ハ其由塾長ヘ申置翌朝塾長ヨリ届ケラル可シ

一、遅刻致度者ハ其由書付ヲ以ッテ教官ヘ相届印鑑ヲ請取御門番ヘ渡シ罷出シ但帰塾ノ節ハ御門番ヘ姓名ヲ申聞ケ罷通ル可シ尤モ印鑑ハ取帰ルニ及ハサル事

一、疾病事故ニテ下宿致度者ハ二夜ノ間ハ教官ノ心得ニテ取計ラセ苦シカラス三夜以上ハ大目付聞届ノ上相許ス五夜以上ハ当人ヨリ大目付ヘ願書可差出尤伯叔父父母兄弟以上ノ喪中ハ帰宅致度者ハ教官聞届ケノ上相許ス

一、塾中明置キ他出致ス可カラス

一、戯芸来ル節ハ遅刻願相成ル丈遠慮致スヘシ

一、御門外吟声堅ク之ヲ禁ス

一、塾中夜五ツ時後ハ讀声ヲ禁ス

一、毎朝講堂清掃致スヘシ（此緒後ニ削除セラルヽモノヽ如シ）

一、毎日輪番ニ御揃番ヲ立テ朝六ツ時相揃ヘ孰レモ着袴礼拝スヘシ夜五ツ時ニモ同シ心得ノ事但疾病ノ外蓋ハ脱袴致スヘカラス

一、御揃番ニ当ル者ハ其日御蔵書ノ出入ヲ可致但塾長一人宛付添マイル可シ

一、御揃番ニ当ル者ハ其日他出遠慮致スヘシ但拠ナキ義ニテ他出致度者ハ外人ヘ頼ミ置テ出ヘシ

## 門下生
- 福羽美静（国学者、歌人、子爵、貴族院議員、錦鶏間祗候）
- 西周（啓蒙思想家、西洋哲学者）
- 加部厳夫（国学者）
- 山辺丈夫（実業家）
- 堀藤十郎（実業家）
- 小藤文次郎（地球科学者）
- 福羽逸人（造園家、園芸家、官僚、農学者）
- 高岡直吉（内務省官僚・政治家）
- 森鷗外（小説家、評論家、翻訳家、教育者、陸軍軍医、官僚）